# Lysitermus suecicus
Lysitermus suecicus är en stekelart som först beskrevs av Karl-Johan Hedqvist 1957.  Lysitermus suecicus ingår i släktet Lysitermus och familjen bracksteklar. Arten är reproducerande i Sverige. Inga underarter finns listade i Catalogue of Life.